# 阿斯金山
80°10′S 157°53′E / 80.167°S 157.883°E
阿斯金山（英語：Mount Askin）是南極洲的山峰，位於奧次地，處於麥克林托克山和奧爾德里奇山之間，屬於不列顛嶺的一部分，海拔高度約3,000米，現時由南極條約體系管理。